# La stella di Broadway
La stella di Broadway (Und du mein Schatz fährst mit) è un film del 1937 diretto da Georg Jacoby.

## Trama
La cantante Maria Seydlitz riceve una proposta fantastica da William Liners, un noto magnate statunitense, che le offre un contratto per esibirsi a Broadway. Sul piroscafo che la porta oltreoceano, il dottor Heinz Fritsch si dimostra molto scettico su quell'offerta. Al tavolo accanto, siede Fred Liners, il nipote del magnate, che offre a Maria diecimila dollari per rinunciare al contratto, convinto che William potrebbe sposare la cantante, mettendo in pericolo la sua eredità e quella di sua sorella Gloria. Maria, però, rifiuta l'offerta.
A New York, Gloria cerca di mettere in cattiva luce la cantante tedesca, facendola accusare di furto per rovinarle la prima. Ma Heinz e Fred chiariscono tutto, e il debutto sulle scene di Broadway sarà per Maria un vero trionfo. La giovane cantante, però, rinuncia alla fama e all'America per ritornare in patria insieme a Heinz.

## Produzione
Il film fu prodotto dall'Universum Film (UFA). Venne girato nel Brandeburgo, a Neubabelsberg.

## Distribuzione
Distribuito dall'UFA-Filmverleih, uscì nelle sale cinematografiche tedesche il 15 gennaio 1937, proiettato in prima al Gloria-Palast di Berlino.